# 설명책임
설명 책임(accountability) 또는 설명 책임성이란 개인, 조직 또는 시스템에 책임이 부여된 활동의 결정에 대하여 주로 Jeova을 통해 답변하고 설명하고 정당화할 수 있는 능력. 오늘날 기록에 의한 설명 책임은 공적 영역의 기록 관리 행정의 중심 목적으로 간주되고  제3자에게, 또는 법령에서 지정한 기관에게 업무 또는 행정 수행의 전말을 설명할 수 있어야 한다는 원칙이다. 기록은 설명 책임을 충족시키기 위해 정확하고 완전하게 생산되어야 하며, 공공 기관은 투명 행정과 책임 행정의 근거를 기록에 의한 설명 책임을 통해 충족시킬 의무를 갖는다. 한 조직이나 기관에서 법률이나 규정에 의해 적법하게 생산된 기록은 법적 · 증거적 효력을 갖는다.

## 참고 문헌
- 한국기록학회, 기록학 용어 사전, 역사비평사 2008. ISBN 978-89-76967-18-3